# Eublepharis hardwickii
Eublepharis hardwickii — вид геконоподібних ящірок родини еублефарових (Eublepharidae). Поширений в Південній Азії. Названий на честь британського натураліста Томаса Гардвіка (1756-1835).

## Поширення
Поширений в Індії та Бангладеш. В Індії трапляється у штатах Тамілнаду, Орісса, Біхар, Джаркханд, Мадх'я-Прадеш, Уттар-Прадеш і Західна Бенгалія.

## Опис
Це наземний, нічний і комахоїдний гекон. Тіло завдовжки 20-23 см, не враховуючи хвоста. Зверху червонувато-коричневого і кремового кольору; перший колір займає голову і утворює дві широкі смуги на спині та три навколо хвоста. Нижні поверхні білі.